# 안데르송 루이스 지 아브레우 올리베이라
안데르송 루이스 지 아브레우 올리베이라(Anderson Luís de Abreu Oliveira, 1988년 4월 13일, 브라질 포르투알레그리 ~ )는 브라질의 전 축구 선수로, 그의 원래 포지션은 공격형 미드필더이지만, 맨체스터 유나이티드로 이적 후 중앙 미드필더로 기용되며 공격은 물론 수비 양면에 걸쳐 쉴새없이 뛰어다니며 활발한 활동량과 수비가담을 보여주며 빠른 적응에 성공하였다. 하지만 그를 그나마 기용하던 알렉스 퍼거슨 감독이 은퇴하면서 주전확보에 어려움을 겪자 지난 시즌 ACF 피오렌티나로 임대 이적했지만 별다른 임팩트없이 이번시즌 맨유로 복귀한다.그 뒤 맨유에서 출전기회를 얻지못할 것 같다고 생각한 안데르손은 2015년 2월 겨울 이적시장에서 맨유와 결별하여 SC 인테르나시오날로 이적하였다. 그 후, 2019년 9월에 현역 은퇴를 통해 선수 생활을 마쳤다.

## 클럽 경력

### 그레미우
2004년 그레미우에 입단하였고, 2005 브라질 세리에 B 1회 우승에 기여하였다.

### FC 포르투
FC 포르투로 이적하여 포르투갈 리가 2회 우승, 포르투갈 리그 컵 1회 우승, 포르투갈 수퍼 컵 1회 우승에 일조하였다.

### 맨체스터 유나이티드
2007-08 시즌을 앞두고 알렉스 퍼거슨 감독은 안데르송에 많은 이적료를 주면서 FC 포르투에서 영입하였다. 장차 폴 스콜스의 뒤를 잇게 하기 위해서였다. 포르투 시절에는 주로 공격형 미드필더를 보았지만 퍼거슨 감독은 그를 중앙 미드필더로 내보내고 있다. 안데르송은 스콜스의 자리에서 뛰면서 수비력을 향상시켰고 점차 시야를 넓게 보는 플레이를 하고 있다. 이를 보는 축구팬들은 '제2의 호나우지뉴'에서 "쩨" 제 호베르투와 같은 플레이를 보여준다고 말한다.
그러나, 주전 경쟁에 밀려 피오렌티나로 임대 생활을 하는 등, 별다른 활약을 보이지 못했고, 판 할 감독의 전력에서 제외되어 맨유와 결별하였다.

### ACF 피오렌티나
2014 시즌부터 ACF 피오렌티나로 임대 이적한다. 그러나 별다른 임팩트없이 맨유로 복귀하고 만다.

### SC 인테르나시오날
2015년 2월 겨울 이적시장에서 SC 인테르나시오날로 이적한다. 그 후 2019년 9월에 현역 은퇴를 선언하였다.

### 국가대표팀 경력
2007년 브라질 국가대표에 선발된 안데르송은 코파 아메리카에 참가하여 브라질의 우승을 함께 하였다. 이후 맨체스터 유나이티드로 이적하여 소속팀에서의 활약을 바탕으로 대표팀의 준주전 멤버로 차출되고 있다. 2008년 베이징 올림픽의 브라질 올림픽 대표팀에 선발되었고 브라질은 동메달을 기록하였다.

## 수상 내역

#### 그레미우
- 브라질 세리에 B (1) : 2005

#### FC 포르투
- 포르투갈 리가 (2) : 2005-06, 2006-07
- 포르투갈 리그 컵 (1) : 2005-06
- 포르투갈 수퍼 컵 (1) : 2006-07

#### 맨체스터 유나이티드
- 프리미어리그 (4) : 2007-08, 2008-09, 2010-11, 2012-13
- FA 커뮤니티 실드 (2) : 2007, 2008
- 칼링 컵 (2) : 2008-09, 2009-10
- UEFA 챔피언스리그 (1) : 2007-08
- FIFA 클럽 월드컵 (1) : 2008

#### 국가대표팀
- FIFA U-17 월드컵 골든볼 수상: 2005